# Юрко — син командира
«Юрко — син командира» — радянський художній фільм 1984 року, знятий режисером Миколою Лук'яновим на кіностудії «Білорусьфільм».

## Сюжет
Семирічний Юрко — син прикордонника — переїжджає з батьком на білоруську прикордонну заставу і в перший же день дізнається про те, що тут немає жодного однолітка. Випадкове знайомство з єфрейтором Шахназаровим виливається у зворушливу дружбу. Коли старший друг із тяжкою раною, отриманою під час затримання злочинця, потрапляє до шпиталю, Юрко, не замислюючись, пропонує свою кров.

## У ролях
- Олег Полушкін — Юрко Яцкевич
- Андрій Анкудінов — єфрейтор Шахназаров
- Євген Нікітін — капітан Яцкевич
- Світлана Михалькова — мама Юри
- Ольга Шувалова — Оля
- Юрій Казючиць — лейтенант Петров
- Раїса Астрєдінова — дружина Петрова
- Інокентій Січкар — Вітя Петров
- Володимир Трещалов — дядько Володя, прапорщик
- Йосип Джачвліані — єфрейтор Баградзе
- Олексій Колокольцев — Ваня Чиж
- Дмитро Іосифов — Сивовол
- Наталія Волчек — Таня
- Олег Корчиков — дядько Мишко
- Юрій Ступаков — полковник
- Тамара Вовчецька — епізод
- А. Камелєв — епізод
- О. Ковальчук — епізод
- Олександр Станілевич — епізод
- Анатолій Чарноцький — Іван Сергійович Волошин, полковник
- Сергій Леонович — близнюк
- Стас Леонович — близнюк
- Сергій Іванов — лікар
- Валера Каніщев — епізод

## Знімальна група
- Режисер — Микола Лук'янов
- Сценарист — Сергій Бодров
- Оператор — Анатолій Клейменов
- Композитор — Володимир Солтан
- Художник — Володимир Гавриков